# Anand
Anand è una suddivisione dell'India, classificata come municipality, di 130.462 abitanti (218.486 con l'agglomerato urbano), capoluogo del distretto di Anand, nello stato federato del Gujarat. In base al numero di abitanti la città rientra nella classe I (da 100.000 persone in su).

## Geografia fisica
La città è situata a 22° 34' 0 N e 72° 55' 60 E e ha un'altitudine di 38 m s.l.m.. Si trova nel Charotar, regione che comprende i distretti di Anand e di Kheda. Anand è attraversata sia dalla linea ferroviaria denominata Western Railway, sia dall'autostrada Indian National Expressway 1: entrambe queste vie di comunicazione collegano tra loro le città di Ahmedabad e Vadodara.

## Società

### Evoluzione demografica
Al censimento del 2001 la popolazione di Anand assommava a 130.462 persone, delle quali 68.032 maschi e 62.430 femmine. I bambini di età inferiore o uguale ai sei anni assommavano a 13.744, dei quali 7.767 maschi e 5.977 femmine. Infine, coloro che erano in grado di saper almeno leggere e scrivere erano 102.475, dei quali 55.953 maschi e 46.522 femmine.